# Cattedrale di Härnösand
La cattedrale di Härnösand (in svedese: Härnösands domkyrka) è la cattedrale luterana di Härnösand, in Svezia, e sede della diocesi di Härnösand.

## Storia
La prima chiesa cittadina fu consacrata nel 1593 ed elevata al rango di cattedrale nel 1647. Questa chiesa fu bruciata nel 1721 dai russi durante la Grande guerra del Nord.
L'attuale chiesa fu completata nel 1846 secondo il progetto dell'architetto Johan Hawerman, si trova nello stesso luogo della prima chiesa ed è la più piccola delle cattedrali luterana svedesi.

## Descrizione
La pala dell'altare maggiore è di David von Cöln del XVIII secolo e rappresenta il Calvario. L'organo fu costruito nel 1975 dalla ditta danese Christenssen e conta 57 registri. Il fonte battesimale è in argento ed è stato realizzato in stile rococò in Spagna nel 1777.